# Famille David (imprimeurs)

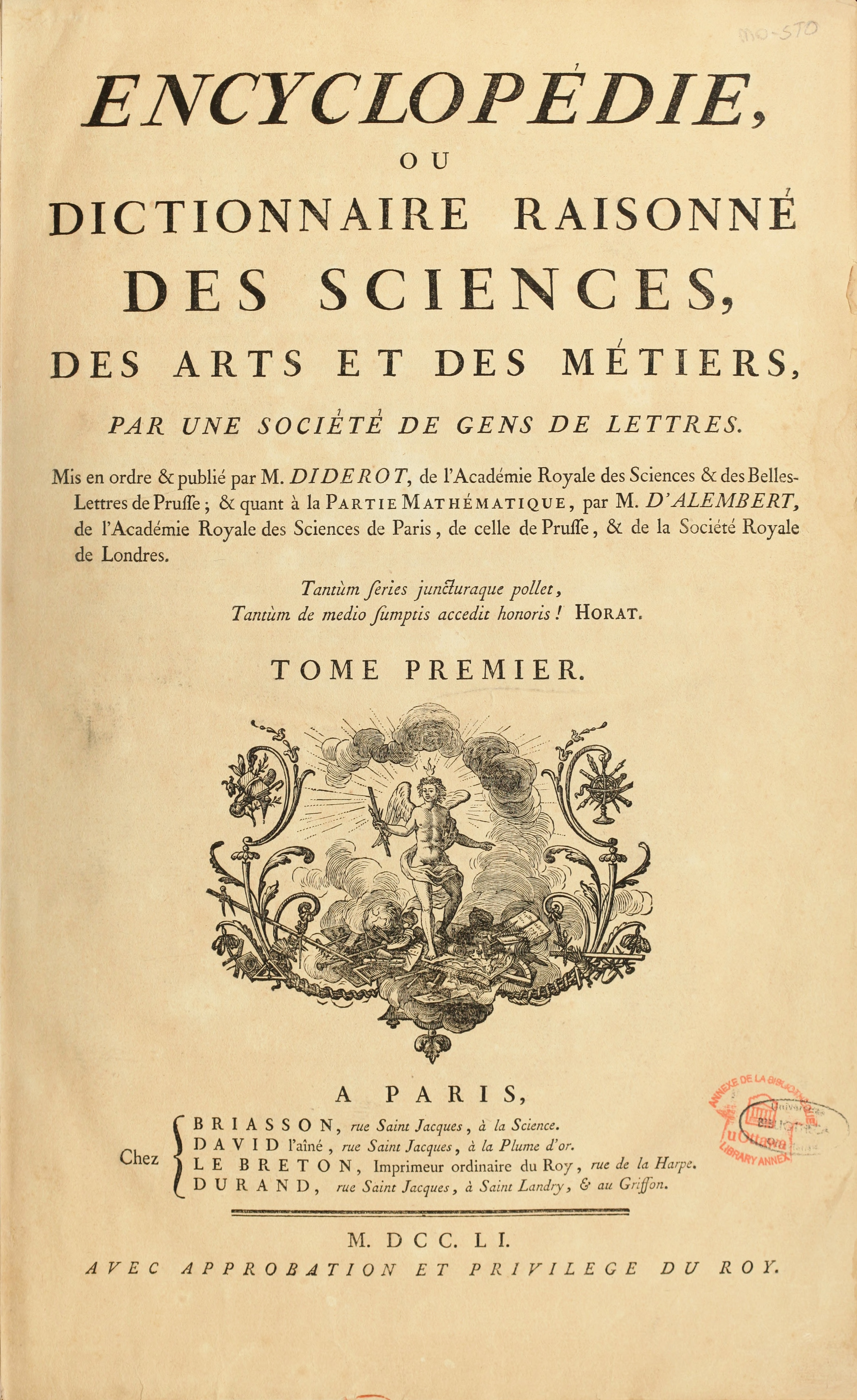
Frontispice du premier tome de lEncyclopédie édité en 1751. Parmi les imprimeurs: "David l'aîné, rue Saint-Jacques, "à la Plume d'Or". (Il s'agit de Michel-Antoine David dit David l'aîné).

La famille David constitua une importante famille d'imprimeurs parisiens du Grand Siècle, dont le nom reste attaché à la publication de l'Encyclopédie de Diderot et d'Alembert.

## Filiation
I) Denys David épousa N.
Dont :
a) Michel David (1656-1719), imprimeur-libraire, suit sous II
b) Christophe Ier David (1660-1723), imprimeur-libraire, maître en 1687.
II) Michel David (1656-1719), imprimeur-libraire quai des Augustins, à l’enseigne « À la Providence ». Reçu maître en 1686.
Dont :
a) Michel-Étienne David (1681-1786), imprimeur-libraire, suit sous III.
b) Christophe II David (1682-1781), imprimeur-libraire rue Saint-Jacques, puis rue de la Harpe à l’enseigne « Au Nom de Jésus ». Reçu libraire en 1713 et imprimeur en juillet 1723, épouse Madeleine Vandive, sœur de Guillaume Vandive, imprimeur de Monseigneur le Dauphin et fille de Philippe van Dievoet dit Vandive, orfèvre du Roi et du Dauphin, Conseiller du Roi, Consul de Paris, et d’Anne Martinot fille de Balthazar Martinot, le fameux horloger.
III) Michel-Étienne David (1681-1756), imprimeur-libraire, reçu maître en 1700, Consul de Paris en 1740.
Dont :
a) Michel-Antoine David (1706-1769), imprimeur-libraire, suit sous IV.
b) Michel-Étienne II, (vers 1708 -1756) imprimeur à l’enseigne « Au Saint-Esprit », maître en 1742. Il avait épousé en avril 1742, Anne-Charlotte Delormel, fille de l’imprimeur-libraire Pierre Delormel.
IV) Michel-Antoine David (1706-1769), imprimeur-libraire Quai des Augustins à l’enseigne « À la Plume d’Or », épouse de N. Witte, fille du libraire Pierre Witte (vers 1671-1742).
Il est l’un des quatre éditeurs de l’l'Encyclopédie de Diderot et d'Alembert.